# Volo Malév 240
Il volo Malév 240 era un volo regolare dall'aeroporto internazionale di Budapest-Ferihegy, Ungheria, all'aeroporto internazionale di Beirut, Libano. Il 30 settembre 1975 l'aereo che operava il volo, un Tupolev Tu-154 della Malév Hungarian Airlines, durante il suo ultimo avvicinamento per l'atterraggio si schiantò nel Mar Mediterraneo appena al largo delle coste del Libano. Si pensa che tutti i cinquanta passeggeri e i dieci membri dell'equipaggio a bordo siano stati uccisi. Nessuna dichiarazione ufficiale è mai stata fatta sull'incidente e la sua causa non è mai stata resa pubblica.
Il 27 settembre 2007 il politico ungherese György Szilvásy, allora ministro dei servizi di intelligence civili, scrisse una lettera a Róbert Répássy, membro del partito Fidesz del parlamento ungherese, affermando che i servizi di sicurezza nazionali civili ungheresi (Információs Hivatal e Nemzetbiztonsági Hivatal) avevano stilato un rapporto sull'incidente nel 2003 dove si affermava che non erano disponibili documenti originali (servizi segreti) relativi al caso. La lettera di Szilvásy affermava che il rapporto rimane top secret, per ragioni non legate all'incidente.
La stazione televisiva ungherese Hír TV trasmise un film-documentario sull'incidente. Nel dicembre 2008 l'emittente olandese NTR mandò in onda un pezzo sul volo Malév 240 sostenendo che esiste una documentazione fotografica esistente dell'operazione di ricerca e salvataggio o recupero e che erano stati recuperati quindici corpi non identificati.
Secondo testimoni non identificati l'aereo è stato abbattuto, secondo quanto sostenuto da un pilota militare britannico e da operatori radar in una stazione radar britannica a Cipro.

### Video
- Titkok légijárata (Flight of Secrets) – Youtube.com, documentary in Hungarian
- Az elveszett járat - MA 240 (The lost flight - MA 240) – Youtube.com, documentary in Hungarian